# Фигляр
Фигляр, Фиглярка — плут, ловкий обманщик, притворный, двуличный человек; иными словами — фокусник, шуткарь, кривляка. 
Это презрительное наименование или адресуемое кому-либо нарицательное прозвище происходит, по предположению словаря В. И. Даля, от фигля или фигли (фигли-мигли) — ужимки, телодвижения, рожи в виде знаков; уловки, скачки, плутовство и обман (пол. figiel, figle), что предполагает, в свою очередь, сомнительную этимологию от латинского vigiliae; ближе — фига (figa — от названия растения, фигового дерева или фикуса)…, эквивалентная в русском — кукишу, шишу, дуле — знаку, сигнатуре сложения пальцев, подразумевающей обман, невозможность для того, кому этот знак предназначен, обладания чем-нибудь, сомнительность осуществления для него чего-то. Фиговым листом в античной скульптуре позднего периода, в эпоху классицизма на мужских фигурах прикрывались гениталии — известна идиома «прикрыться фиговым листом» — малоэффективная попытка скрыть что-то неблаговидное; а также, и в большей степени — «фига в кармане», то есть поведение со скрытым умыслом, обманом.

## В русинском языке
В русинском языке (языке подкарпатских русинов, живущих на Закарпатье) слово фигляр (фігляр) широко употребляется в живой речи и, в отличие от русского языка, имеет позитивное значение. Фигляр — это «шутник», «весёлый, остроумный человек», котрий фіглює", то есть шутит, а вовсе не обманывает или паясничает.

## Сатира
Известна эпиграмма А. С. Пушкина, прозрачно намекающая — в первой части вымышленного имени героя стихотворения — на причастность Фаддея Булгарина к деятельности Третьего отделения (Видок), а во второй, созвучной настоящей фамилии объекта сатиры — на некоторые факты переменчивой его судьбы, в трансформации использовано нарицание — фигляр:
Не то беда, что ты поляк:
Костюшко лях, Мицкевич лях!
Пожалуй, будь себе татарин, —
И тут не вижу я стыда;
Будь жид – и это не беда;
Беда, что ты Видок Фиглярин.
Позднее поэт изменит сатирические акценты, возможно, не вполне справедливо (как теперь считается), перенеся их на творчество объекта, но сохраняя это клеймящее прозвище:
Не то беда, Авдей Флюгарин,
Что родом ты не русский барин
Что на Парнасе ты цыган
Что в свете ты Видок Фиглярин:
Беда, что скучен твой роман.